# Église Notre-Dame-des-Victoires de Tétouan
L'église Notre-Dame-des-Victoires (en espagnol, Nuestra Señora de las Victorias) est une église catholique située à Tétouan. Elle dépend de l'archidiocèse de Tanger.

## Historique
L'église Notre-Dame-des-Victoires de Tétouan a été bâtie lorsque la ville était capitale du protectorat espagnol au Maroc. Elle a été consacrée en 1925. Elle se situe dans l'Ensanche de Tétouan, qui prolonge à l'ouest la médina, et domine la place connue de nos jours sous le nom de place Moulay El Mehdi. Elle prend la relève d'une petite église créée lors de l'établissement de la mission de Tétouan en 1860.

## Architecture
Les dimensions de l'église sont de 39 par 19 mètres. Elle dispose de trois nefs et est de style mudéjar.

## Articles et catégorie associés
- Église catholique au Maroc
- Liste des cathédrales du Maroc
- Églises au Maroc